# 特尼河
特尼河位于中华人民共和国内蒙古自治区东北部，是海拉尔河右岸支流，发源于牙克石市库都尔镇西南原林林场（原原林镇）以西大兴安岭新峰山西侧山顶，蜿蜒向西南流经陈巴尔虎旗特泥河牧场，于呼伦贝尔市海拉尔区哈克镇扎罗木德村西北汇入海拉尔河。下游为陈巴尔虎旗与海拉尔区的界河。特泥河河长128.4千米，流域面积1400平方千米，年均径流量0.46亿立方米。特尼河流域为草原牧区，优良草场面积占33%。